# Нассир, Абубекер
Абубекер Нассир (амх. አቡበከር ናስር; родился 23 февраля 2000 года, Аддис-Абеба, Эфиопия) — эфиопский футболист, нападающий клуба «Мамелоди Сандаунз». Выступал за национальную сборную Эфиопии.

## Клубная карьера
Родился 23 февраля 2000 года в столице Эфиопии, Аддис-Абебе. В возрасте 14 лет поступил в молодёжную академию Харар Сити. После двух лет в клубе перешёл в Эфиопиан Кафи. Отыграв за клуб три года на молодёжном уровне, дебютировал за него же на профессиональном. После активной и качественной игрой в клубе, игроком заинтересовались алжирские и египетские футбольные клубы. Но отклонив их предложения, предпочёл откликнуться на европейские предложения из Грузии, Польши и Испании.

## Карьера в сборной
За сборную Эфиопии дебютировал за молодёжную сборную до 17 лет. Также выступает за сборную Эфиопии до 23 лет. За взрослую сборную дебютировал 16 ноября 2019 года против сборной Мадагаскара. Матч закончился поражением эфиопской команды со счётом 1:0. Первый гол за сборную забил 17 марта 2021 года на 71 минуте товарищеского матча против сборной Малави. Встреча закончилась разгромной победой со счётом 4:0. Всего за сборную провёл 18 матчей официальных и два неофициальных, одержав 6 побед, 4 ничьи и 8 поражений.